# Etchoropo
Etchoropo es una congregación del municipio de Huatabampo ubicada en el sur del estado mexicano de Sonora, en la zona del valle del río Mayo. Según los datos del Censo de Población y Vivienda realizado en 2010 por el Instituto Nacional de Estadística y Geografía (INEGI), Etchoropo tiene un total de 1162 habitantes.
Se fundó en el año de 1850, cuando sus primeros pobladores, la etnia mayo, fueron movidos al sur del estado por la etnia yaqui, al estar en disputa la tierra fértil de lo que hoy es el valle del Yaqui, instalándose los desplazados en gran parte del margen del río Mayo.
La palabra Etchoropo significa: "Echo en la loma", proveniente de la lengua mayo, el "echo", es el tipo de cactus que más hay en esa zona.

## Geografía
Etchoropo se sitúa en las coordenadas geográficas 26°46′18″ de latitud norte y 109°40′60″ de longitud oeste del meridiano de Greenwich, a una elevación de 10 metros sobre el nivel del mar.